# أحمد ديكسون
أحمد ديكسون (بالإنجليزية: Ahmad Dixon) هو لاعب كرة قدم أمريكية أمريكي، ولد في 5 سبتمبر 1991 في واكو في الولايات المتحدة.

## وصلات خارجية
- أحمد ديكسون على موقع مرجع كرة القدم المحترفة.كوم (الإنجليزية)